# Promotor Público do Condado de Cook
O Promotor Público do Condado de Cook atua como o promotor público do estado de Illinois para o Condado de Cook, Illinois, e chefia o segundo maior escritório de promotoria dos Estados Unidos. O Escritório do Promotor Público conta com mais de 700 advogados e 1.100 funcionários.  Além da ação penal direta, o escritório move ações judiciais para fazer cumprir as ordens de pensão alimentícia, proteger os consumidores e os idosos da exploração e ajudar milhares de vítimas de violência doméstica todos os anos. 

## Subdivisões do Escritório do Promotor Público
O Gabinete de Acusações Criminais é o maior departamento do escritório. O departamento é dividido em três divisões: Divisão de Julgamento Criminal, Divisão de Crimes Sexuais e Divisão Municipal. Cada divisão é subdividida em unidades especializadas localizadas por todo o condado. O departamento também é responsável por processar milhares de casos de violência doméstica a cada ano, bem como casos de abuso sexual infantil por meio da Divisão de Defesa da Criança.
O Gabinete de Justiça Juvenil contém duas divisões: Divisão de Delinquência e Divisão de Proteção à Criança. A Divisão de Delinquência lida com casos envolvendo menores acusados de cometer contravenções ou crimes. A Divisão de Proteção à Criança move ações civis contra pais e responsáveis acusados de abusar ou negligenciar seus filhos.
O Gabinete de Narcóticos é composto pelas seguintes unidades: Divisão de Audiências Preliminares/Grande Júri, Divisão de Julgamento de Crimes, Divisão do Tribunal de Narcóticos, Divisão de Programas de Tratamento de Drogas, Divisão de Processos Complexos de Narcóticos e Divisão de Confiscos de Bens.
O Gabinete de Acusações Especiais é responsável por investigar e processar casos criminais complexos e de corrupção pública. Inclui unidades para roubo de automóveis, crimes de gangues, crimes governamentais e financeiros, crime organizado/casos arquivados. Ela também inicia ações civis e criminais para proteger indivíduos e o interesse público em geral. Fraude ao Consumidor, Idosos e Pessoas com Deficiência também são unidades do departamento.
O Gabinete de Ações Civis defende o condado e seus funcionários e ocupantes de cargos públicos em ações civis, fornece uma gama completa de serviços jurídicos para todas as agências do condado e representa os interesses do condado em ações movidas para cobrar valores devidos em impostos e taxas. O departamento tem seções dedicadas a Serviços de Pensão Alimentícia, Litígios Complexos, Trabalho e Emprego, Direitos Civis/Delitos, Compensação Trabalhista, Litígios Municipais (incluindo Transações/Direito de Saúde) e Litígios de Impostos Imobiliários.
Os Gabinetes de Investigações e Serviços Administrativos fornecem assistência investigativa, técnica e administrativa ao escritório. O Gabinete de Serviços Administrativos oferece suporte a todos os outros departamentos com pessoal administrativo e contém o premiado Programa de Assistência a Vítimas e Testemunhas do escritório, que fornece serviços a vítimas de crimes.

## Aparição na ficção
Uma versão fictícia do escritório é um dos principais cenários da série de TV The Good Wife e da franquia Chicago .